# Adalwinus
Adalwinus (in der Literatur auch Adalwin) war um 860/870  Bischof von Basel.
Adalwinus wird in den Verbrüderungsbüchern der Klöster St. Gallen und Reichenau erwähnt. Dagegen fehlt er in der ältesten bekannten Bischofsliste aus der Abtei Münster im Elsass. Auch sonst liegen über ihn keine Nachrichten vor. Er folgte wahrscheinlich auf Fridebertus, sein Nachfolger war wahrscheinlich Hartwig.